# Cortinarius diasemospermus
Cortinarius diasemospermus är en svampart som beskrevs av Lamoure 1978. Cortinarius diasemospermus ingår i släktet Cortinarius och familjen spindlingar.  Arten är reproducerande i Sverige. Inga underarter finns listade i Catalogue of Life.